# قزل كند العليا (سيلتان)
قزل کند العلیا (بالفارسية: قزل کند علیا) هي قرية تقع في إيران في قسم سيلتان الريفي. يقدر عدد سكانها بـ 74 نسمة بحسب إحصاء 2016.